# Skywalker sound
Skywalker sound är ett underbolag till Industrial Light and Magic. Det är George Lucas eget bolag för framställning av ljudeffekter till filmer.
Det är uppkallat efter huvudkaraktären Luke Skywalker från filmerna om Stjärnornas krig.